# Heterodera elachista
Heterodera elachista é um nematódeo patógeno de plantas.A espécie é também conhecida pelo nome popular em inglês de ‘’’nematódeo-do-cisto-japonês’’’.Algumas hospedeiras da espécie são: Echinochloa crus-galli, milho (Zea mays) e arroz (Oryza sativa).